# Element 3. periode
Element 3. periode je eden izmed kemijskih elementov v tretji vrstici (ali periodi) periodnega sistema. Tabela periodnega sistema ima vrstice, ki predstavljajo periode. Položaj elementa v periodnem sistemu je povezan z razporeditvijo elektronov po lupinah, podlupinah in orbitalah. Perioda periodnega sistema, v kateri je element, se ujema s številom lupin, ki jih zasedajo njegovi elektroni. Od leve proti desni se vsakemu naslednjemu elementu poveča število elektronov za ena. Zato se elementi v isti periodi razlikujejo po lastnostih. Vsaka perida se začne z alkalijskim elementom, ki ima en valenčni elektron, in se konča z žlahtnim plinom..
Vsi elementi v tretji periodi se pojavljajo v naravi in imajo vsaj en stabilen izotop. Elementi periode 3 v splošnem upoštevajo pravilo okteta na podoben način kot elementi periode 2.

### Elementi
| Kemični element | Kemični element | Kemični element | Blok   | Elektronska konfiguracija |
| --------------- | --------------- | --------------- | ------ | ------------------------- |
| 11              | Na              | Natrij          | blok s | [Ne] 3s1                  |
| 12              | Mg              | Magnezij        | blok s | [Ne] 3s2                  |
| 13              | Al              | Aluminij        | blok p | [Ne] 3s2 3p1              |
| 14              | Si              | Silicij         | blok p | [Ne] 3s2 3p2              |
| 15              | P               | Fosfor          | blok p | [Ne] 3s2 3p3              |
| 16              | S               | Žveplo          | blok p | [Ne] 3s2 3p4              |
| 17              | Cl              | Klor            | blok p | [Ne] 3s2 3p5              |
| 18              | Ar              | Argon           | blok p | [Ne] 3s2 3p6              |